# Utica (Pennsilvània)
Utica és una població dels Estats Units a l'estat de Pennsilvània. Segons el cens del 2000 tenia 211 habitants.

## Demografia
Segons el cens del 2000, Utica tenia 211 habitants, 79 habitatges, i 57 famílies. La densitat de població era de 60,8 habitants/km².
Dels 79 habitatges en un 43% hi vivien nens de menys de 18 anys, en un 48,1% hi vivien parelles casades, en un 16,5% dones solteres, i en un 27,8% no eren unitats familiars. En el 26,6% dels habitatges hi vivien persones soles el 8,9% de les quals corresponia a persones de 65 anys o més que vivien soles. El nombre mitjà de persones vivint en cada habitatge era de 2,67 i el nombre mitjà de persones que vivien en cada família era de 3,26.
Per edats la població es repartia de la següent manera: un 36,5% tenia menys de 18 anys, un 3,3% entre 18 i 24, un 25,1% entre 25 i 44, un 23,2% de 45 a 60 i un 11,8% 65 anys o més.
L'edat mediana era de 34 anys. Per cada 100 dones de 18 o més anys hi havia 88,7 homes.
La renda mediana per habitatge era de 22.875$ i la renda mediana per família de 23.929$. Els homes tenien una renda mediana de 29.063$ mentre que les dones 19.250$. La renda per capita de la població era de 11.435$. Entorn del 30,4% de les famílies i el 29,2% de la població estaven per davall del llindar de pobresa.

## Poblacions més properes
El següent diagrama mostra les poblacions més properes.